# François Roeser
Pour les articles homonymes, voir Roeser (homonyme).
François Roeser, né le 18 septembre 1754 à Luxembourg et décédé le 13 mars 1827 est un géologue et homme politique luxembourgeois.